# Leche El Castillo
Granja Castelló, más conocida como Leche El Castillo, es una empresa española del sector de los productos lácteos. Situada en la provincia de Lérida, actualmente pertenece a la empresa francesa Lactalis.

## Orígenes y Fundación (1932 - 1934)
Granja Castelló tuvo sus inicios en 1932 cuando Fernando Castelló, un agricultor y ganadero de Tordera (Barcelona), emprendió la producción de leche condensada como respuesta a los desafíos de conservación de la leche fresca en el mercado, particularmente en Barcelona. La empresa estableció su base en Mollerusa (Lérida) en 1934, una ubicación estratégica debido a su proximidad a zonas de producción de leche y a sus excelentes vías de comunicación por carretera y ferrocarril. En esta etapa, los dos hijos del Sr. Castelló asumieron la dirección de la empresa.

## Expansión y Consolidación (1940 - 1984)
Durante la década de 1940, Granja Castelló experimentó un notable crecimiento, especialmente en la producción de leche condensada bajo la marca "El Castillo". La empresa logró una amplia cobertura nacional y alcanzó una destacada posición en el mercado lácteo, convirtiéndose en el segundo competidor más grande, solo superado por Nestlé, con una participación que llegó al 35%.

### Consolidación (1969 - 1984)
En 1968, la empresa dio un paso importante al establecer la sociedad Lecherías del Noroeste: Lenosa con el propósito de instalar una nueva planta productora en León, aprovechando la abundancia de leche en la región y su cercanía a importantes zonas de consumo. Inicialmente, se enfocaron en la producción de leche condensada y posteriormente ampliaron su oferta con leche líquida envasada.
En 1977 los fundadores de Granja Castelló consideran que ha llegado el momento de nombrar un gerente Pepe Serret que será el director general de Granja Castelló hasta su adquisición por parte de Nestlé.

## Cambio de Propiedad y Asociación con Nestlé (1985 - 1999)
La década de 1980 presentó nuevos desafíos para Granja Castelló, ya que se sintió la necesidad de fortalecer la empresa y mejorar su gestión. Buscando una asociación que aportara experiencia en gestión y anticipación, la empresa consideró a Nestlé como un socio potencial.  

#### Distribución de Acciones
La distribución de las participaciones de la empresa después de la incorporación de Nestlé en 1985 quedó de la siguiente manera:
|                               | Antes de Nestlé | Previo a la ampliación | Nestlé como socio |
| ----------------------------- | --------------- | ---------------------- | ----------------- |
| D. Fernando Castelló Clemente | 50%             | 40%                    | 20%               |
| D. Joan Castelló Baille       | 16,66%          | 20%                    | 10%               |
| D. Rosendo Castelló Baille    | 16,66%          | 20%                    | 10%               |
| D. Jordi Castelló Busquets    | 16,66%          | 20%                    | 10%               |
| Nestlé España                 | -               | -                      | 50%               |

Este cambio en la propiedad y la asociación con Nestlé no produjo cambios traumáticos en la dirección existente de la empresa. La incorporación de un jefe de marketing y un director financiero procedentes de Nestlé se realizó a petición de los antiguos socios. Tampoco representó un aumento sustancial de inversiones, y se destacó la puesta en marcha de una instalación de leche pasteurizada. Fernando Castelló permaneció en la presidencia, y Pepe Serret, el director general, mantuvo su puesto.

## Cambio de propiedad: Puleva (2000)
El 4 de noviembre de 1999, el Grupo Puleva adquirió el 80% de la compañía catalana Granja Castelló, conocida por su marca de leche "El Castillo." La transacción se llevó a cabo mediante el pago en acciones de Puleva, con los accionistas de Granja Castelló recibiendo 4.000 millones de pesetas. Este valor representaba el 5% de la valoración total del grupo lácteo Puleva. Como parte de esta adquisición, el presidente de Granja Castelló, Fernando Castelló, se incorporó al consejo de Puleva, convirtiéndose en un miembro del grupo de accionistas gestores. Además, Granja Castelló fungía como la sociedad matriz de un conjunto de empresas que incluía Lecherías del Noroeste, Tauste Ganadera y El Castillo, con una plantilla de 300 personas

## Puleva y Lactalis (2000 - actualidad)
En el año 2000 se fusionó con Azucarera Ebro Agrícolas, formando el grupo Ebro Puleva. No obstante, Puleva siguió manteniendo su identidad como una filial de la que en su momento constituyó la principal empresa del sector alimenticio español. En septiembre de 2010 Ebro Foods vendió Puleva al grupo francés Lactalis, el más grande en el sector lácteo a nivel mundial y con presencia en más de ciento cuarenta países. La operación no incluyó la participación del 51% que Ebro Puleva tiene de la biotecnológica Puleva Biotech. En los años posteriores Puleva Biotech cambió su razón social a Biosearch.